# János (kőfaragómester)
János (13. sz.) kőfaragómester, Tyno fia St Diéből. 1287-ben szerződést kötött a tűzvész által pusztított gyulafehérvári székesegyház helyreállítási munkálataira. Feltehetően ő faragta a déli mellékhajó két pillérfejezetét.